# Akademik Lomonosov
El Akademik Lomonosov (en ruso: Академик Ломоносов) es un buque no autopropulsado ruso que funciona como una central nuclear y produce energía eléctrica.  El barco lleva el nombre del ilustre académico ruso Mijaíl Lomonósov.

## Historia

### Construcción del buque
La quilla del Akademik Lomonosov se colocó el 15 de abril de 2007. La construcción comenzó en los astilleros de construcción naval Sevmash ubicados en Severodvinsk. El buque costó 6.000 millones de rublos ($232 millones de dólares estadounidenses). A la ceremonia de botadura asistieron el primer vice primer ministro de Rusia, Sergei Ivanov, y el jefe de la corporación estatal Rosatom, Sergei Kiriyenko. Originalmente, se suponía que el Akademik Lomonosov debía suministrar energía a la ciudad de Severodvinsk. Sin embargo, en agosto de 2008, el gobierno ruso aprobó la transferencia de las obras de construcción del buque, desde la ciudad de Sevmash hasta el astillero naval de San Petersburgo en el Báltico. El primer reactor nuclear se entregó en mayo y el segundo reactor se entregó en agosto de 2009. El buque Akademik Lomonosov se lanzó el 30 de junio de 2010.

### Despliegue de la embarcación
El Akademik Lomonosov se desplegó en Pevek, en el Distrito Autónomo de Chukotka, en el Extremo Oriente ruso. Se esperaba que el buque se entregara en 2019, y se planeó que se pusiera en funcionamiento cuando se cierre la cercana planta de energía nuclear de Bilibino.
El 28 de abril de 2018, salió de San Petersburgo a remolque hacia el puerto de Murmansk, donde recibió una carga de combustible nuclear por primera vez.  El 17 de mayo de 2018, llegó a Murmansk. La estación de energía Akademik Lomonosov fue entregada oficialmente a la empresa estatal Rosatom, encargada de gestionar la energía nuclear en Rusia, el 4 de julio de 2019. La operación de remolque comenzó el 23 de agosto de 2019. El 9 de septiembre de 2019, el barco llegó a su ubicación permanente en el distrito autónomo de Chukotka. La central nuclear eléctrica comenzó a funcionar el 19 de diciembre de 2019.

### Descripción y características de la nave
El buque Akademik Lomonosov tiene una eslora de 144 metros (472 pies) y una manga de 30 metros (98 pies). Tiene un desplazamiento de 21.500 toneladas y cuenta con una tripulación de 69 personas. Para la generación de energía, tiene dos reactores de propulsión naval KLT-40 modificados que proporcionan hasta 70 MW de electricidad o bien 300 MW de calor. Los reactores fueron diseñados por la empresa OKBM Afrikantov y ensamblados por el Instituto de Investigación y Desarrollo de Nizhniy Novgorod. Los recipientes del reactor nuclear fueron producidos por la empresa Izhorskiye Zavody. Los turbogeneradores de la nave fueron suministrados por la planta de producción de turbinas de Kaluga. El barco Akademik Lomonosov es la central nuclear más septentrional de la Tierra.

### Críticas de los ecologistas
El Akademik Lomonosov ha sido objeto de críticas generalizadas por parte de grupos ecologistas como Greenpeace y la Fundación Bellona. Greenpeace criticó al proyecto "porque puede causar daño a un medio ambiente natural frágil que ya está bajo una enorme presión por el calentamiento global". La Fundación Bellona escribió un informe completo muy crítico con la central nuclear flotante. En respuesta, la corporación estatal rusa Rosatom afirmó que se han tomado precauciones para evitar un accidente nuclear y que la central nuclear flotante cumple con todos los requerimientos de seguridad nuclear establecidos por el Organismo Internacional de la Energía Atómica (OIEA).